# SP-54
A SP-54 é uma rodovia radial do estado de São Paulo, administrada pelo Departamento de Estradas de Rodagem do Estado de São Paulo (DER-SP).

## Denominações
Recebe as seguintes denominações em seu trajeto:
Nome:	João Batista de Mello Souza	
- De - até:	Rodovia Presidente Dutra (BR-116) - Divisa Rio de Janeiro
- Legislação: LEI 5.548 DE 21/01/87

## Descrição
Principais pontos de passagem: BR-116 (Queluz) - Divisa RJ (Dir. Itamonte/MG)
A rodovia está localizada no município de Queluz e não é asfaltada, terminando no pequeno trecho paulista da BR-354.

## Características

### Extensão
- Km Inicial: 235,000
- Km Final: 248,000

### Localidades atendidas
- Queluz